# Minturnae

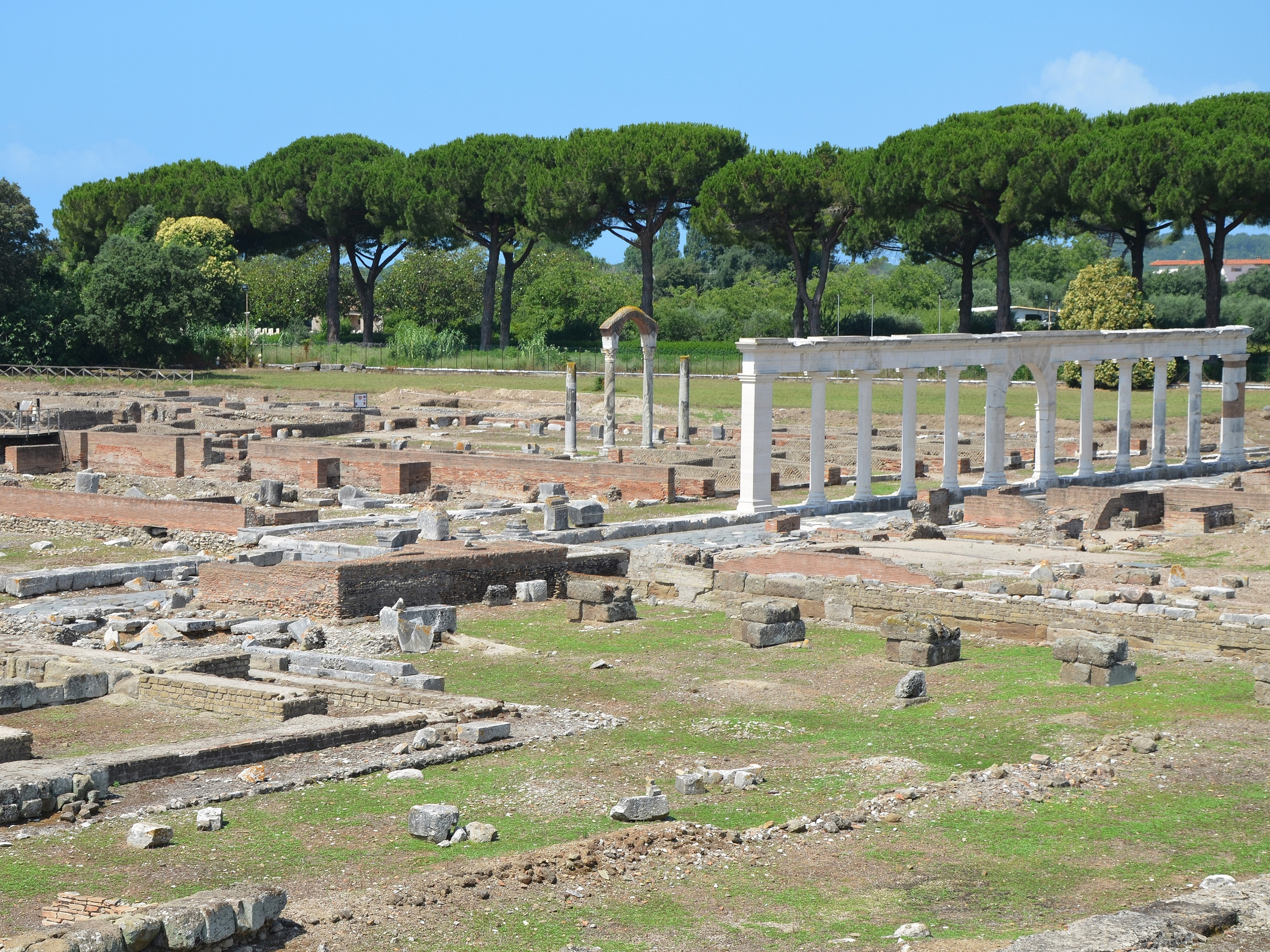
Ausgrabungsstätte von Minturnae

Minturnae war eine römische Stadt und ein regional bedeutender Hafen und Handelsplatz. Die Ausgrabungsstätte liegt in der Provinz Latina in der Region Latium nahe der Stadt Minturno, die nach dem antiken Ort benannt ist.

## Geschichte

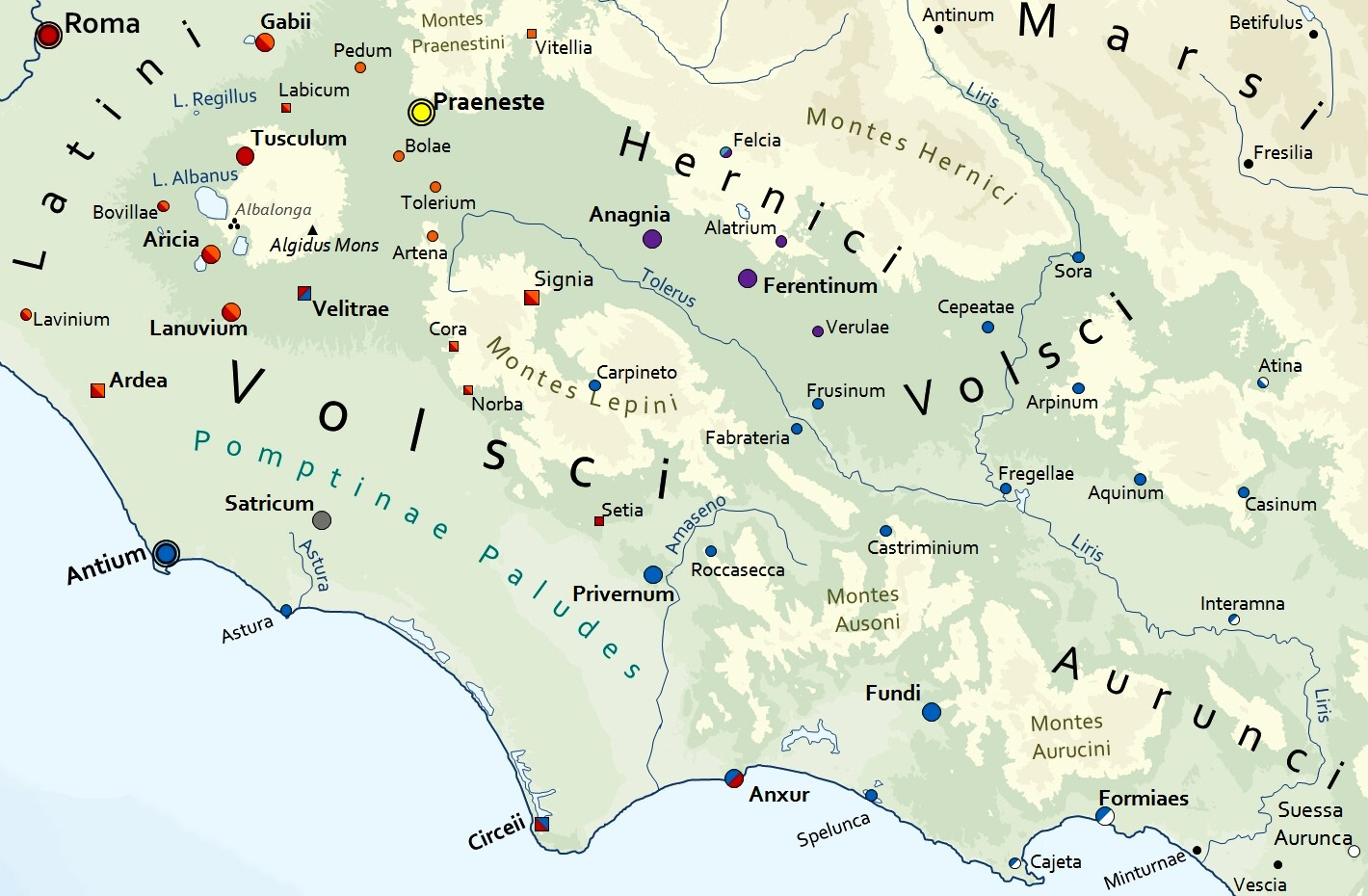
Siedlungsgebiete der Aurunker, Volsker und Latiner im 4. Jahrhundert v. Chr. Minturnae unten rechts.

Die Gründung der Stadt geht auf das altitalische Volk der Aurunker zurück und scheint im 5. oder 4. Jahrhundert v. Chr. erfolgt zu sein. Da sich bisher keinerlei Überreste einer vorrömischen Ortschaft finden ließen, ist die Existenz einer solchen Siedlung der Aurunker in der jüngeren Forschung überhaupt umstritten. Vielleicht befand sich die vorrömische Siedlung nicht in der Ebene des antiken Minturnae, sondern auf dem Hügel des mittelalterlichen Minturno.

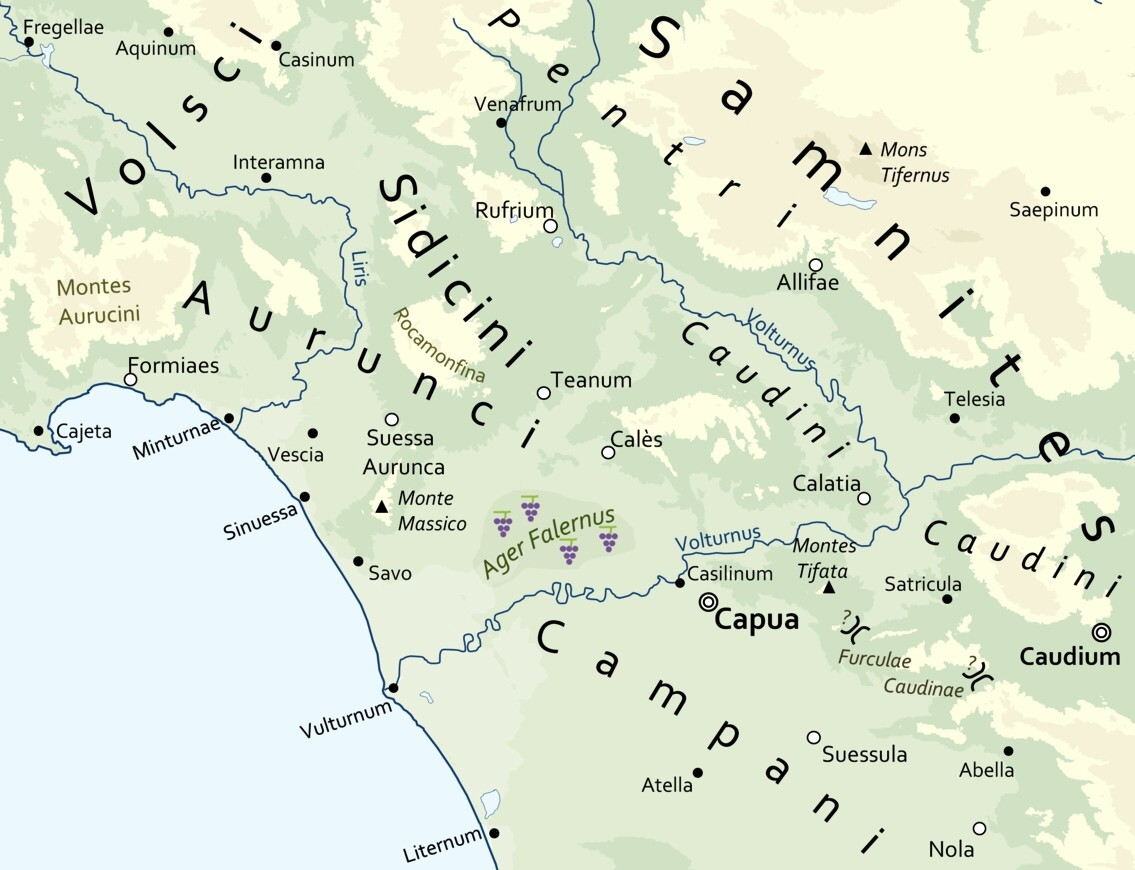
Siedlungsgebiete der Aurunker, Volsker, Kampaner, Sidiciner und Samniten im 4. Jahrhundert v. Chr.

Minturnae wird zum ersten Mal von antiken Quellen im Zusammenhang mit den Ereignissen des Ersten Latinerkrieges (340–338 v. Chr.) erwähnt, bei dem sich Römer und Samniten gegen eine Koalition aus Latinern, Volsker, Sidiciner, Aurunkern und Kampanern zur Wehr setzen mussten und schließlich den Sieg davontrugen. Nach der römischen Niederlage bei Lautulae im Zweiten Samnitenkrieg (326–304 v. Chr.) rebellierten 314 v. Chr. Aurunker und Kampaner gegen Rom. Die Römer unterdrückten den Aufstand mit aller Gewalt und zerstörten die drei städtischen Ansiedlungen der Aurunker in Ausona, Vescia und Minturnae. 313 v. Chr. gründeten die Römer auf dem Gebiet der Aurunker die Kolonie Suessa Aurunca und zwischen 296 und 295 v. Chr. die Kolonien von Sinuessa und Minturnae.

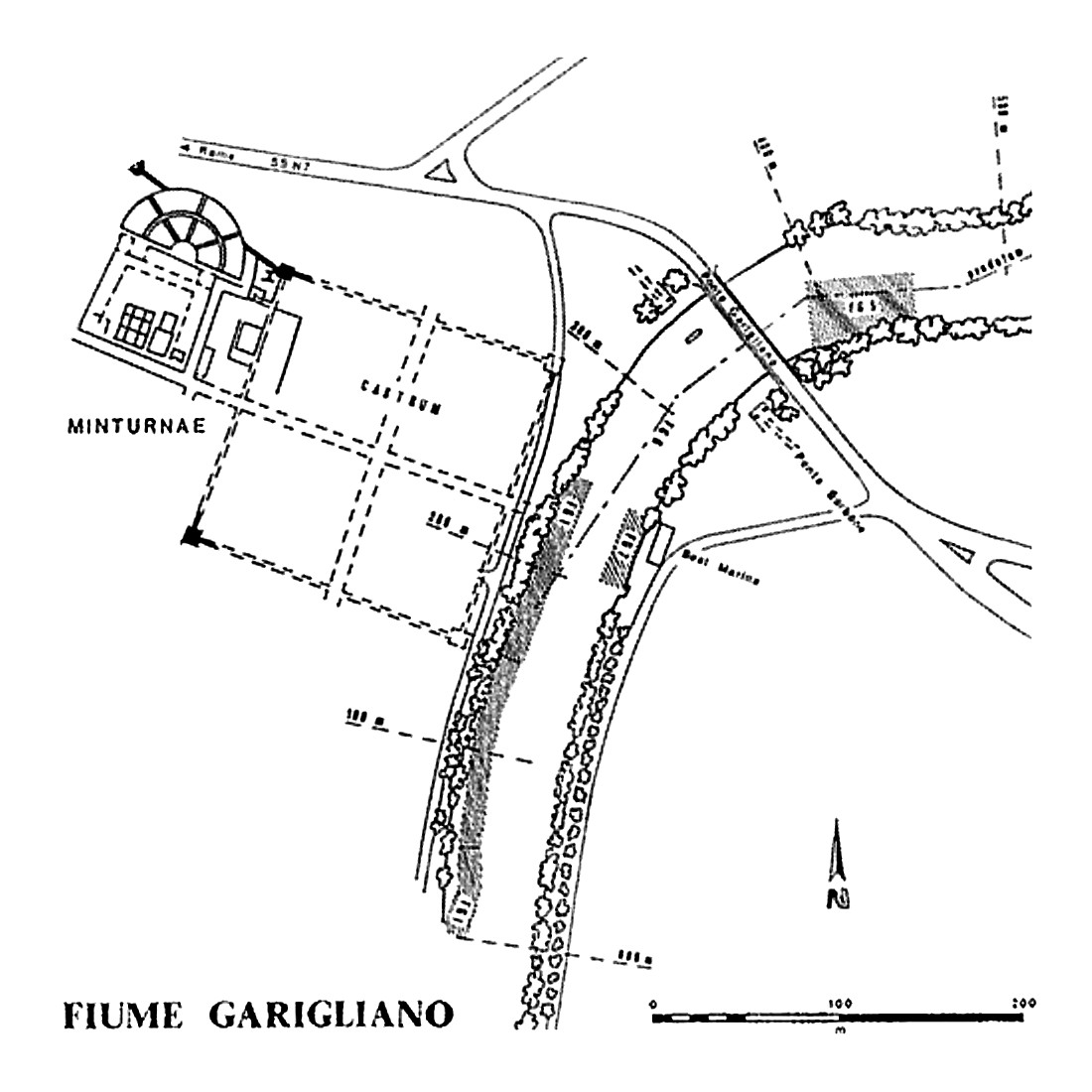
Castrum von Minturnae am Garigliano

Der ursprüngliche Kern der Kolonie Minturnae bestand aus einem kleinen Militärlager (Castrum) mit Mauern und vier quadratischen Ecktürmen nahe am Fluss Garigliano, der in der Antike Liris genannt wurde. Die bereits 312 v. Chr. gebaute Via Appia führte direkt durch das Castrum. Wie archäologische Funde belegen, führte eine Holzbrücke unmittelbar am Castrum über den Fluss. Zwischen dem 3. und dem 2. Jahrhundert v. Chr. erfolgte eine wesentliche Ausdehnung der Kolonie westlich des Castrums. Das neue Stadtgebiet wurde mit einer Tuffsteinmauer eingegrenzt, die an der Nordseite noch teilweise erhalten ist. Das Zentrum der neuen Stadt bildete ein Jupiter-Tempel, der an drei Seiten von einer Säulenhalle (Portikus) mit zwei Gängen umgeben war. Dadurch entstand ein trapezförmiger Raum, der von Norden her an die Via Appia grenzte. Dieser Platz wird heute als das republikanische Forum bezeichnet, obwohl sich das Forum schon zu damaliger Zeit über die Via Appia nach Süden erstreckte.
Im Zweiten Punischen Krieg forderte Rom 207 v. Chr. die Einwohner von Minturnae und anderen römischen Kolonien auf, aufgrund der bevorstehenden Ankunft von Hasdrubal in Italien ihren militärischen Beitrag zu leisten. Im selben Jahr wurden der Jupiter-Tempel und der Hain der Göttin Marica  von Blitzen getroffen, was die Römer als Zeichen der Götter (Prodigium) werteten. Marica war eine italische Gottheit, die seit dem 6. Jahrhundert v. Chr. in der Nähe der Flussmündung des Garigliano in einem Heiligtum verehrt wurde, wie zahlreiche kleine Plastiken und andere Votivgaben bezeugen. 191 v. Chr. traf erneut ein Blitzschlag den Jupiter-Tempel und die angrenzenden Tabernae um das Forum.
Im Verlauf des 2. Jahrhunderts v. Chr. erfuhr die Kolonie vor allem dank ihrer günstigen geographischen Lage eine bemerkenswerte wirtschaftliche Entwicklung. Die Stadt befand sich an einer Flussmündung und verfügte über ein reich bewaldetes Hinterland, dessen Ausbeutung durch den schiffbaren Fluss begünstigt wurde. Minturnae war zugleich eine Hafenstadt, die für den großen Seeverkehr geöffnet war, und ein Handelszentrum für den Warenverkehr entlang des Flusstals des Garigliano bis nach Fregellae. Archäologisch belegt sind u. a. die Herstellung von zahlreichen Transportgefäßen wie z. B. Amphoren und eine rege Schiffbautätigkeit. Minturnae lieferte nämlich im Umland angebauten Wein in die Mittelmeerwelt und war ein wichtiger Markt für Nahrungsmittel, insbesondere Fisch, der vor Ort durch Einsalzen haltbar gemacht wurde.
Die wirtschaftliche Entwicklung von Minturnae wäre ohne die Sklaverei im Römischen Reich nicht möglich gewesen. Diese ist ab der zweiten Hälfte des 2. Jahrhunderts v. Chr. durch literarische und epigraphische Quellen belegt. Darunter ist ein Bericht, der die Nachricht von der Kreuzigung von 450 Sklaven in Minturnae und von 2000 in Sinuessa nach dem Sklavenaufstand in Sizilien 133 v. Chr. enthält. Wichtige Hinweise lieferten auch Inschriften auf Tafeln, die im Podium eines Tempels verbaut wurden. Darunter befinden sich auch Personenlisten der städtischen Magistratur. Von den etwa 330 aufgezählten Personen waren etwa 80 % Sklaven.
88 v. Chr. unterstützen Einwohner der Stadt den Feldherrn und Staatsmann Marius bei seiner Flucht vor Sulla. Die Flucht führte ihn von Italien nach Nordafrika. Marius hatte offenbar eine Klientel in der Stadt, wie die Anwesenheit eines seiner Bediensteten auf einer Inschrift nahelegt. Zwischen 65 v. Chr. und der Neuordnung der Stadt in der frühen Kaiserzeit scheint ein großes Feuer das Forum zerstört zu haben. Die Zerstörung könnte durch Blitzschlag erfolgt sein. Denkbar ist auch eine Plünderung und Verwüstung der Stadt durch Sextus Pompeius zwischen 41 und 39 v. Chr. Pompeius führte zu dieser Zeit einen Kaperkrieg im Tyrrhenischen Meer, nachdem er durch die Proskriptionen der Triumvirn Octavianus, Marcus Antonius und Lepidus geächtet worden war. Pompeius Magnus, der Vater von Sextus Pompeius, war lange Zeit Rivale und Gegenspieler von Iulius Caesar gewesen, dessen Tod die Triumvirn nun rächen wollten.
Die Stadt erfuhr nach dem Brand eine intensive Umgestaltung, die unter Kaiser Augustus einen Höhepunkt und gewissen Abschluss erreichte. Noch im 1. Jahrhundert v. Chr. wurde östlich des republikanischen Forums auf dem Gelände des alten Castrums ein neues Forum mit einem Tempel errichtet. Später erneuerte man auf dem alten Forum den Portikus und den alten Jupiter-Tempel und errichtete einen neuen Tempel, der wahrscheinlich dem Augustus geweiht war. Schließlich baute man ein Aquädukt, ein Theater und große Kolonnaden entlang der Via Appia. Das sogenannte kaiserliche Forum wurde durch zahlreiche öffentliche Gebäude wie einer Curia und einer Basilika monumentalisiert.

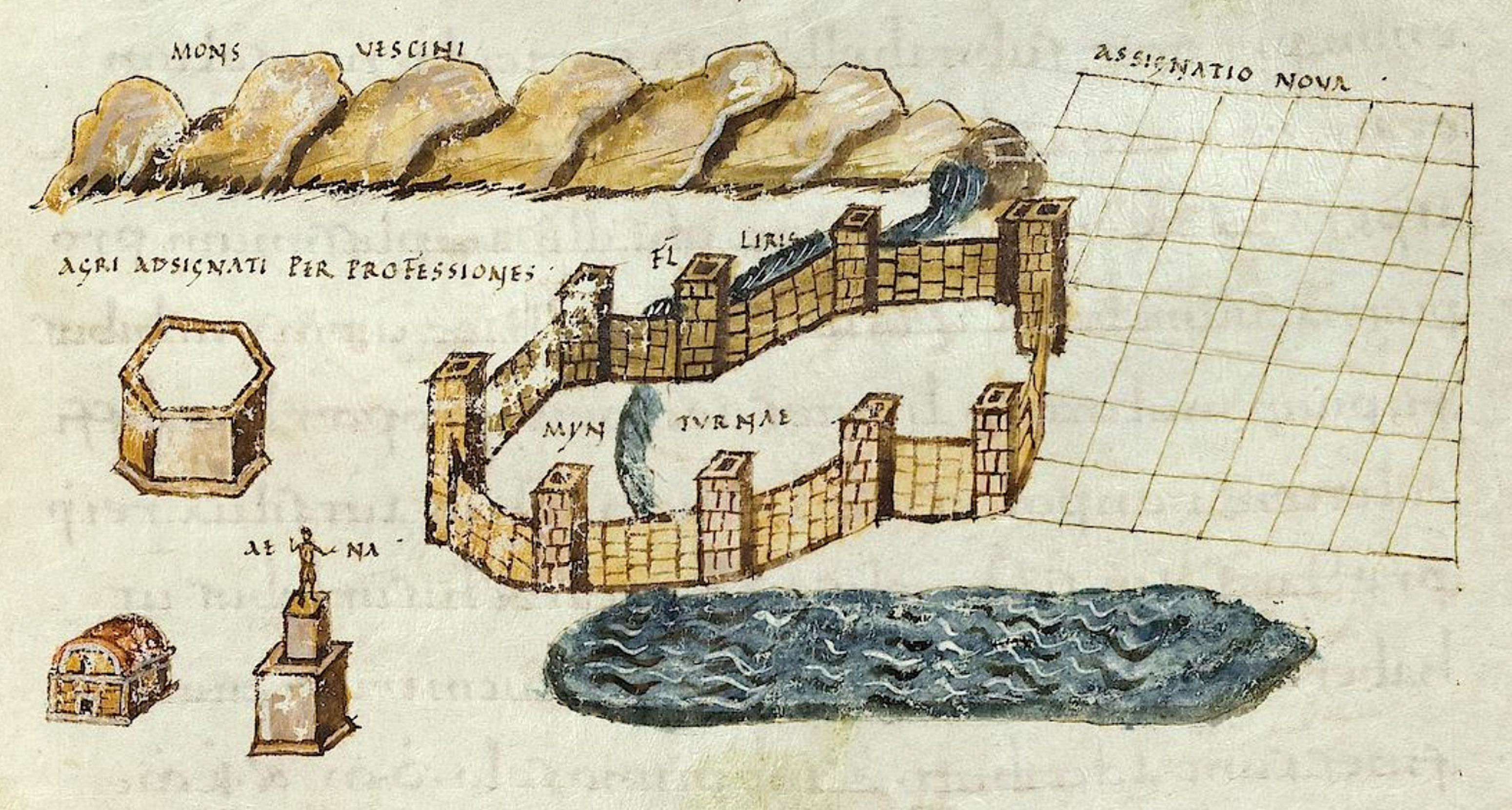
Vignette von Minturnae aus dem Codex Palatinus Latinus 1564

Diese Umgestaltung stand offenbar im Zusammenhang mit einer Rekolonisation von Minturnae durch Augustus. Wahrscheinlich wurden Veteranen angesiedelt. Dazu sollte offenbar die Gegend westlich der bisherigen Bebauung erschlossen werden, wie eine Passage von Hyginus Gromaticus im Corpus agrimensorum Romanorum dokumentiert. Die Überlieferung dieser Schrift im Codex Palatinus Latinus 1564 zeigt auch, dass die Felder östlich des Garigliano vermutlich wie bei einer Flurbereinigung neu aufgeteilt wurden. Zu dieser Zeit erstreckte sich die Stadt weit über beide Ufer des Garigliano. Aus dem 1. Jahrhundert n. Chr. sind keine weiteren Ereignisse überliefert, außer dass die Stadt unter der Herrschaft von Kaiser Vitellius allem Anschein nach für den Usurpator und späteren Kaiser Vespasian Partei ergriff.
Während des 2. Jahrhunderts n. Chr. erfolgte eine Wiederaufnahme der Bautätigkeiten. Die Errichtung der Thermen und des Macellum und die Neugestaltung  verschiedener öffentlicher Gebäude, einschließlich der Curia, der Basilika und des Theaters, sind auf diese Phase zurückzuführen. Die Ausführung der Fußböden in einigen Privathäusern lässt ebenfalls Rückschlüsse auf die Zeit von Kaiser Hadrian oder Antoninus Pius zu. Weitere Rekonstruktions- und Restaurierungsarbeiten lassen sich bis in das 6. Jahrhundert n. Chr. nachweisen. 
Obwohl sich die Ausbreitung des Christentums in Minturnae nicht archäologisch widerspiegelt, war die Stadt Ende des 5. Jahrhunderts n. Chr. ein Bischofssitz. Bischof Celius Rusticus zählt zu den Unterzeichnern der römischen Synode von 499 n. Chr. unter Papst Symmachus. Daher muss es im letzten Jahrzehnt des fünften Jahrhunderts in Minturnae eine Kathedrale gegeben haben, von der aber bisher noch kein archäologisches Relikt gefunden wurde. Im 6. Jahrhundert n. Chr. scheint sich die Stadt langsam entvölkert zu haben. Möglicherweise drohte die Ebene, die bereits in der Frühzeit sumpfig gewesen war, weiter zu versumpfen, so dass die Gefährdung der Bevölkerung durch Malaria zu groß wurde. 590 n. Chr. sah sich schließlich Papst Gregor der Große gezwungen, die Diözese Minturnae aufzulösen und das Gebiet in die Diözese von Formia einzugliedern. Etwa um 600 n. Chr. wurde Minturnae wahrscheinlich durch Sarazenen zerstört. Die Bevölkerung zog sich endgültig auf den Hügel des mittelalterlichen Traetto bzw. modernen Minturno zurück.

## Ausgrabungsstätte

Plan von Minturnae

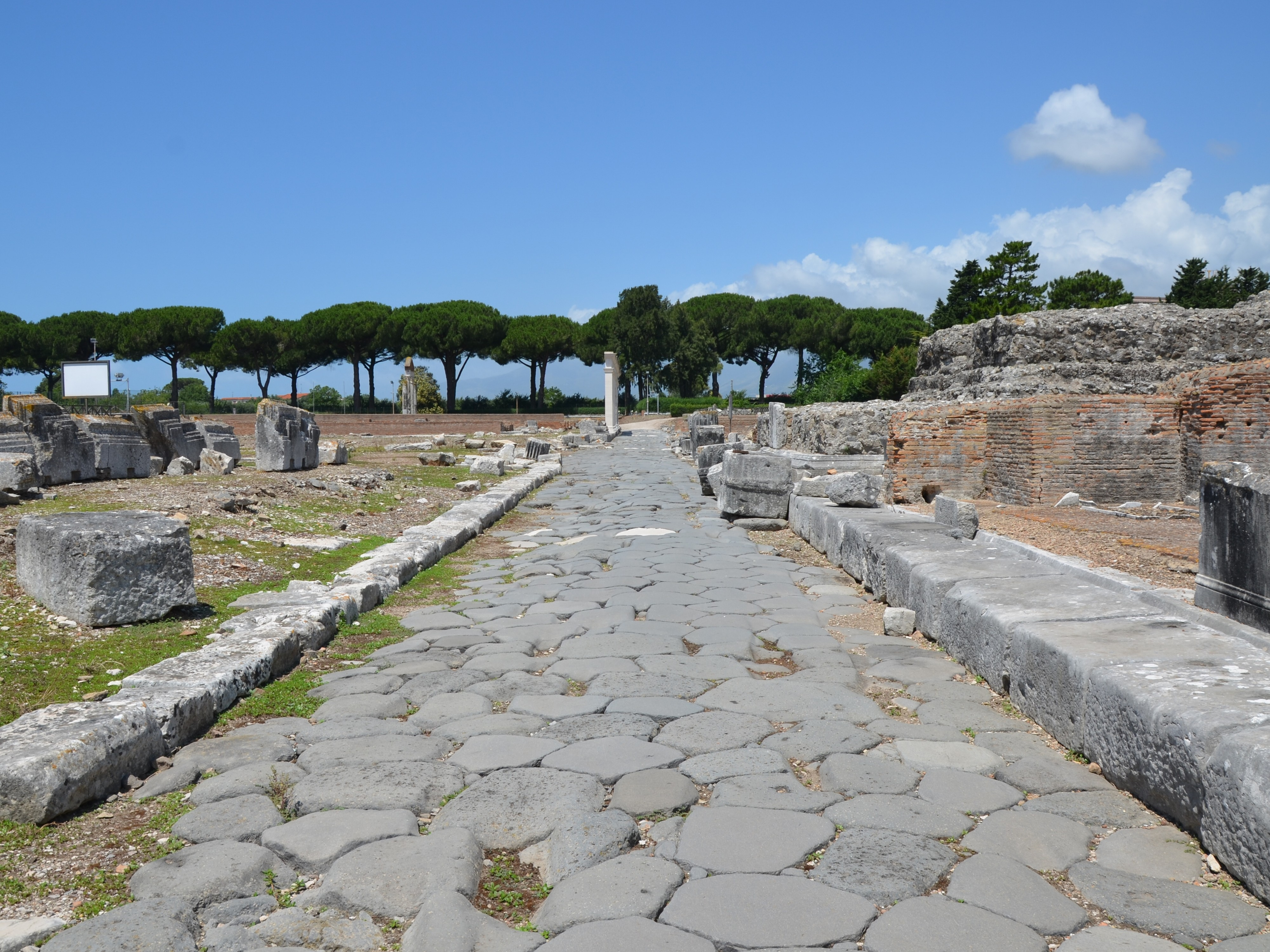
Via Appia mit dem alten Forum

Systematische Ausgrabungen wurden bereits in den 1930er Jahren unter der Leitung von Jotham Johnson vorgenommen und von den 1960er bis 1980er Jahren fortgesetzt. Sie haben die wichtigsten Gebäude des römischen Stadtzentrums hervorgebracht. In den 2000er Jahren führte man archäologische Untersuchungen im Bereich des Castrums entlang der Via Appia durch.
Die Reste des Castrums (1), das den frühesten Kern der Ansiedlung bildete, konnten östlich des Theaters und am südlichen Ende der Ausgrabungsstätte entdeckt werden. Der Mauerring um das Castrum besteht aus polygonalem Mauerwerk. Aufgrund der Mauertechnik vermuteten die Ausgräber, dass dies eine Mauer der vorrömischen Siedlung sein müsse. Später stellte sich diese Datierung als Irrtum heraus. Kurz nach dem Bau der ersten Befestigung wurde eine weitere Mauer (2) errichtet, die an einem der Ecktürme des Castrums ansetzt, aus regelmäßigen Quadern besteht und die größer gewordene Siedlung der Bürgerkolonie umgab. Die Via Appia (3) durchquerte als west-östlich verlaufende Hauptachse der Stadt (Decumanus) das Castrum und das später errichtete republikanische Forum (4).

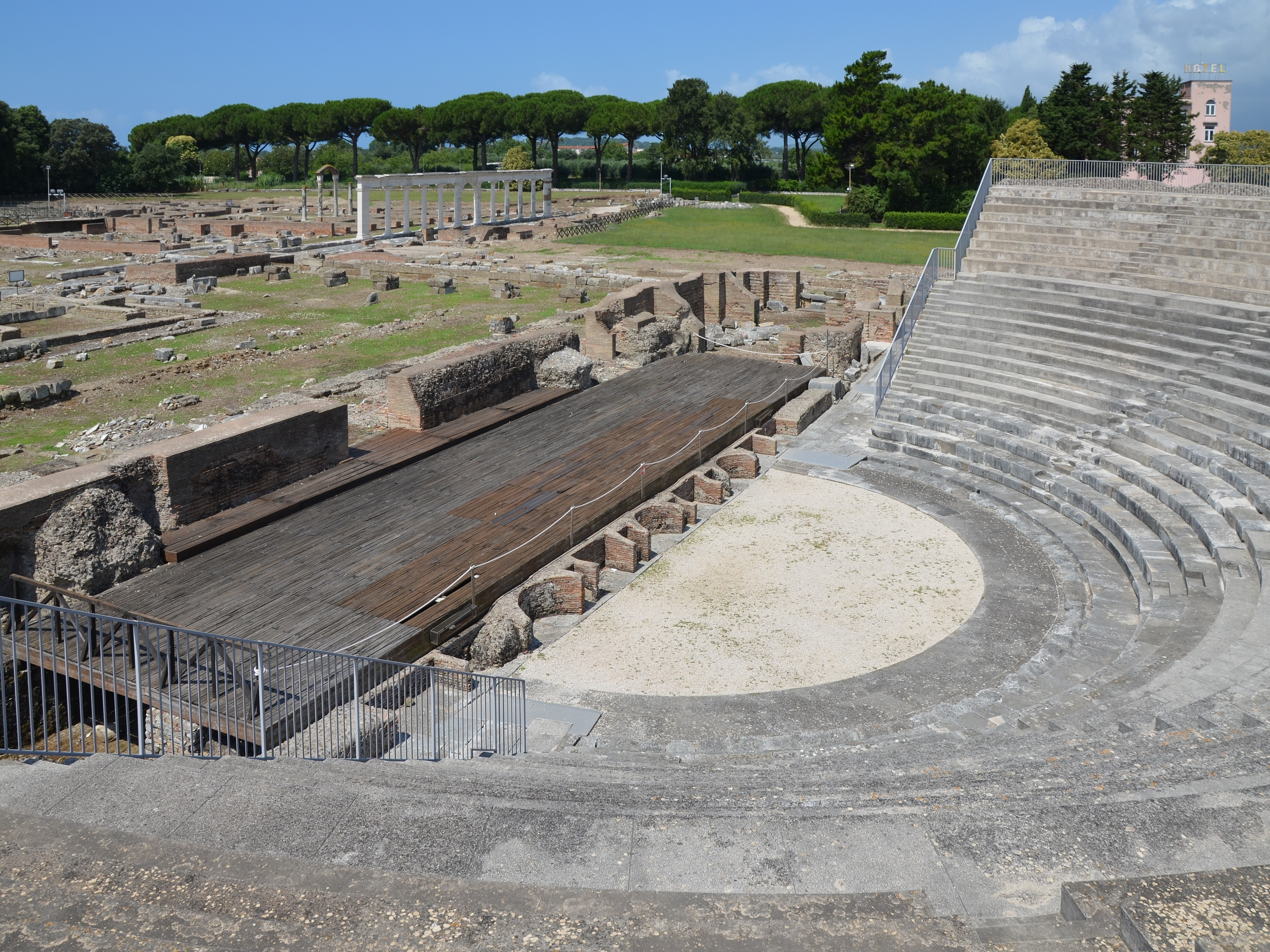
Blick vom Theater Richtung Westen über das republikanische Forum

Der nördliche Teil des Forums ist vollständig ausgegraben. Das Forum war auf drei Seiten umgeben von einem zweireihigen Portikus, der erhöht auf einem Podium stand. Von den Tuffsäulen und dem Terrakottaschmuck des Portikus wurden noch Reste gefunden. Zur Via Appia hin bildeten die Enden der Säulenhalle geschlossene Schmuckfassaden. Der Jupiter-Tempel (5), von dem noch die Fundamente erhalten sind, war wahrscheinlich nach der Toskanischen Ordnung gestaltet und besaß drei Kulträume (Cellae) für die Kapitolinische Trias Jupiter, Juno und Minerva. Daher wird er auch als Capitolium bezeichnet. Der kleine Tempel A (6) ist deutlich jünger und stammt aus der frühen Kaiserzeit. In ihm wurden möglicherweise Augustus und Roma verehrt. Im Podium dieses Tempels sind eine ganze Anzahl von Steinen mit Inschriften verbaut, die aus dem 2. und 1. Jahrhundert v. Chr. stammen.

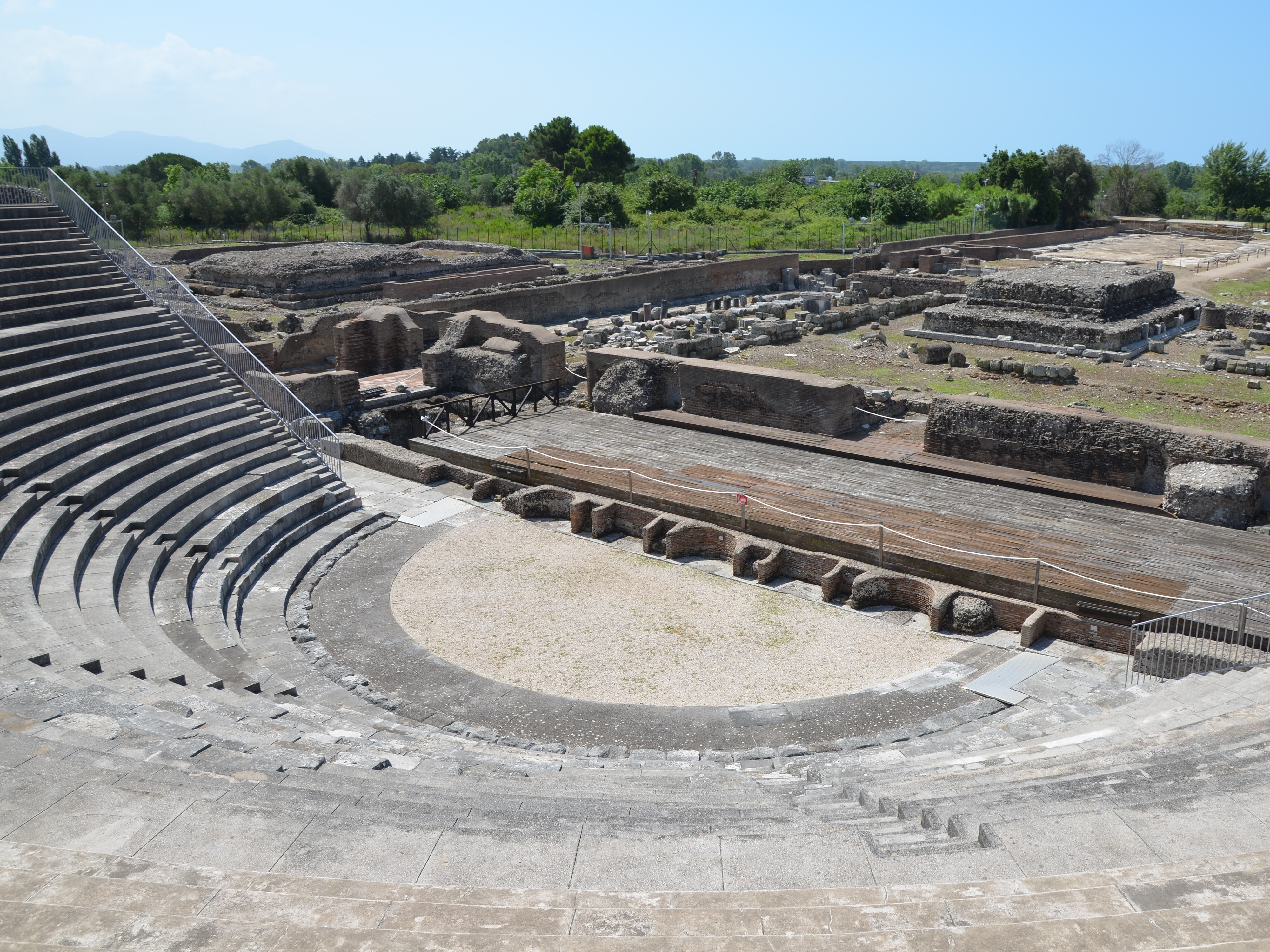
Blick vom Theater Richtung Süden auf Tempel A und B

Östlich des alten Forums wurde ein weiteres Forum (7) angelegt, das über den Mauerfundamenten des Castrums liegt. Aufgrund der verwendeten Mauertechnik (Opus reticulatum) kann man auf eine  Entstehung des Forums in der frühen Kaiserzeit schließen. Auch hier umgibt den Platz auf drei Seiten ein zweireihiger Portikus. Im Zentrum des Forums erhob sich ein als Tempel B bezeichnetes Gebäude (8). Die Entdeckung einer Inschrift in der Nähe der Fundamente lässt vermuten, dass der Tempel dem vergöttlichten Caesar (Divus Iulius) geweiht war. Auf dem Forum wurde ein Depot von Keramikfragmenten aus dem 3. und 2. Jahrhundert v. Chr. gefunden. Die Bruchstücke stammen von einfachem Gebrauchsgeschirr und feinerer Ware. Vermutlich waren diese Gefäße in Minturnae hergestellt worden.
Auch das Theater (9) entstand in der frühen Kaiserzeit. Es fasste nach neueren Berechnungen etwa 4600 Zuschauer. Die beiden Haupteingänge erreichte man von zwei Straßen, die von der Via Appia westlich und östlich am Forum vorbeiführten. Für das Theater, das in die drei üblichen Bereiche von Bühnenfront (Scaena), Tanzplatz (Orchestra) und Zuschauerraum (Cavea) unterteilt war, überbaute man einen Teil der alten Stadtmauer. Die Bühnenfront wurde in der mittleren Kaiserzeit umgebaut, wozu eine Verlegung des Nord-Portikus am Forum nötig wurde.  Das Theater wird heute für Komödien, Opern und Konzerte aller Art genutzt. In den Räumen unterhalb der Cavea befindet sich ein Museum (Antiquarium), in dem Statuen, Skulpturen, Votivgaben, Inschriften, Münzen und andere Artefakte untergebracht sind.

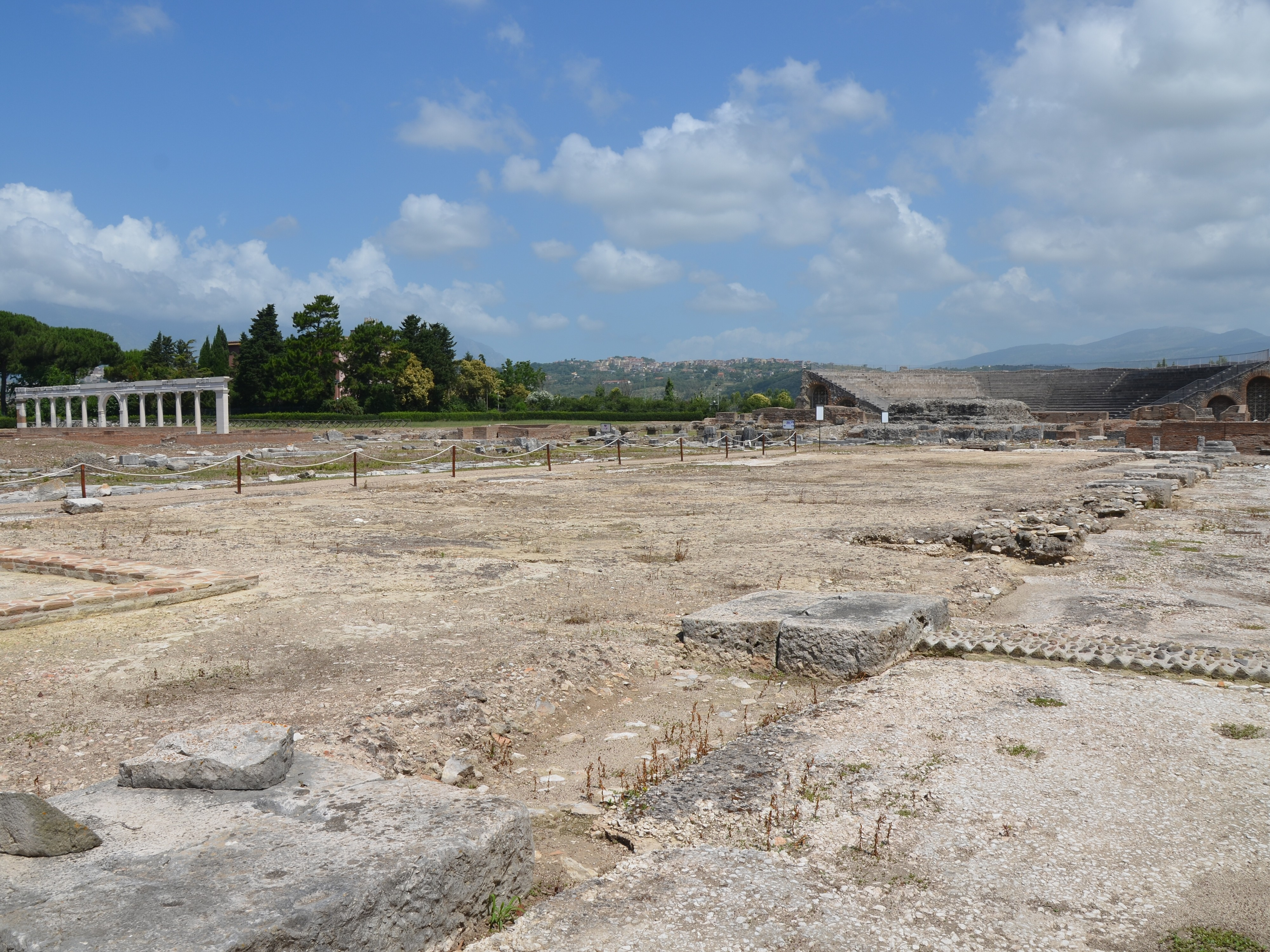
Blick von der Basilika nach Norden über das kaiserliche Forum

Jenseits der Via Appia lag der größere Teil des Forums, das auch als das kaiserliche Forum (10) bezeichnet wird. Ungeklärt ist, wie weit sich das Forum bereits in der republikanischen Zeit nach Süden erstreckte. Jedenfalls wurden in der frühen Kaiserzeit auf der Ostseite eine Curia (11) und eine Basilika (12) errichtet, die Mitte des 2. Jahrhunderts n. Chr. umgestaltet wurden. An der südöstlichen Ecke des kaiserlichen Forums hat man öffentliche Latrinen (13) und einen weiteren Tempel (14) ausgegraben. Dieser Tempel, der wahrscheinlich Ende des 1. Jahrhunderts n. Chr. errichtet wurde, stand auf einem Podium und hatte drei Cellae.
Westlich erstreckt sich ein großer Gebäudekomplex, der durch eine Reihe von Läden und ein weiteres Gebäude vom kaiserlichen Forum getrennt war. Der Komplex zerfällt in zwei große Teile. Der nördliche Gebäudeteil (15) ist von den Kolonnaden an der Via Appia zugänglich. Der zentrale Eingang führt in einen Innenhof, der von einem Säulengang mit Rundbögen umgeben ist. Wahrscheinlich handelt es sich bei diesem Gebäude um eine Markthalle (Macellum). Bauweise und Dekoration weisen auf eine Entstehung im 2. Jahrhundert n. Chr. hin.
Südlich schließen sich Thermen (16) mit den entsprechenden Baderäumen an. Dieses Gebäude scheint einer früheren Bauphase zu entstammen, da seine Wände nicht den Fluchtlinien der Markthalle folgen. Man erkennt noch in drei Räumen die kleinen gemauerten Ziegeltürmchen, auf denen bei einer antiken Fußbodenheizung (Hypokaustum) der Bodenbelag ruhte. Durch den Hohlraum strich die heiße Luft und erwärmte die Räume. Dies waren die Warmwasserräume (Caldarium und Tepidarium) und vielleicht noch eine weitere Räumlichkeit desselben Typs. Auch ein Abkühlraum (Frigidarium) ist noch erkennbar. Ein Schwimmbecken im Freien (Natatio) zeichnete sich durch umlaufende Stufen aus, die den Zugang erleichterten. Der Haupteingang zu den Thermen dürfte sich zum kaiserlichen Forum hin befunden haben, ein Zugang über das Macellum scheint aber auch möglich gewesen zu sein.

## Galerie

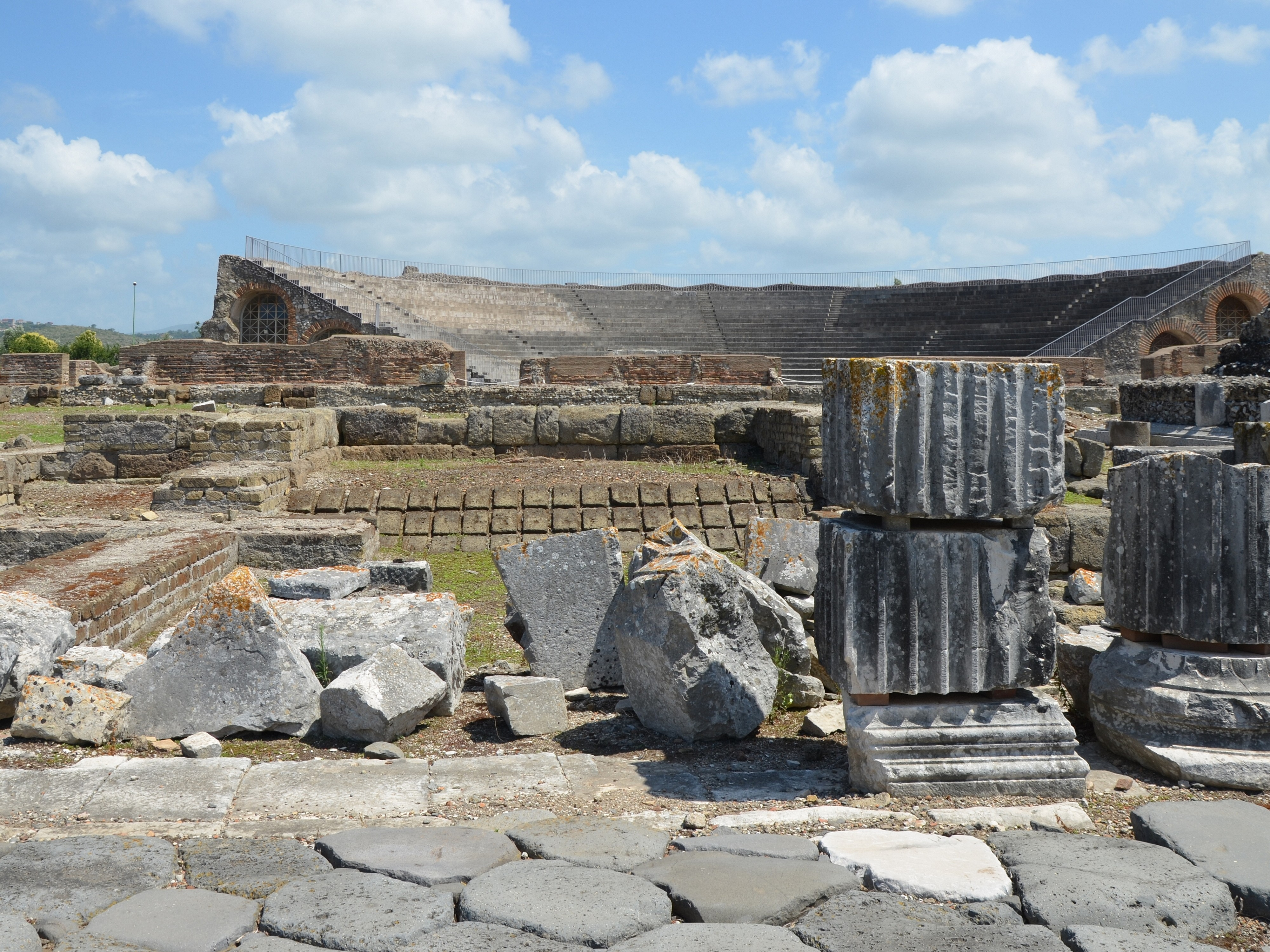
Capitolium auf dem republikanischen Forum
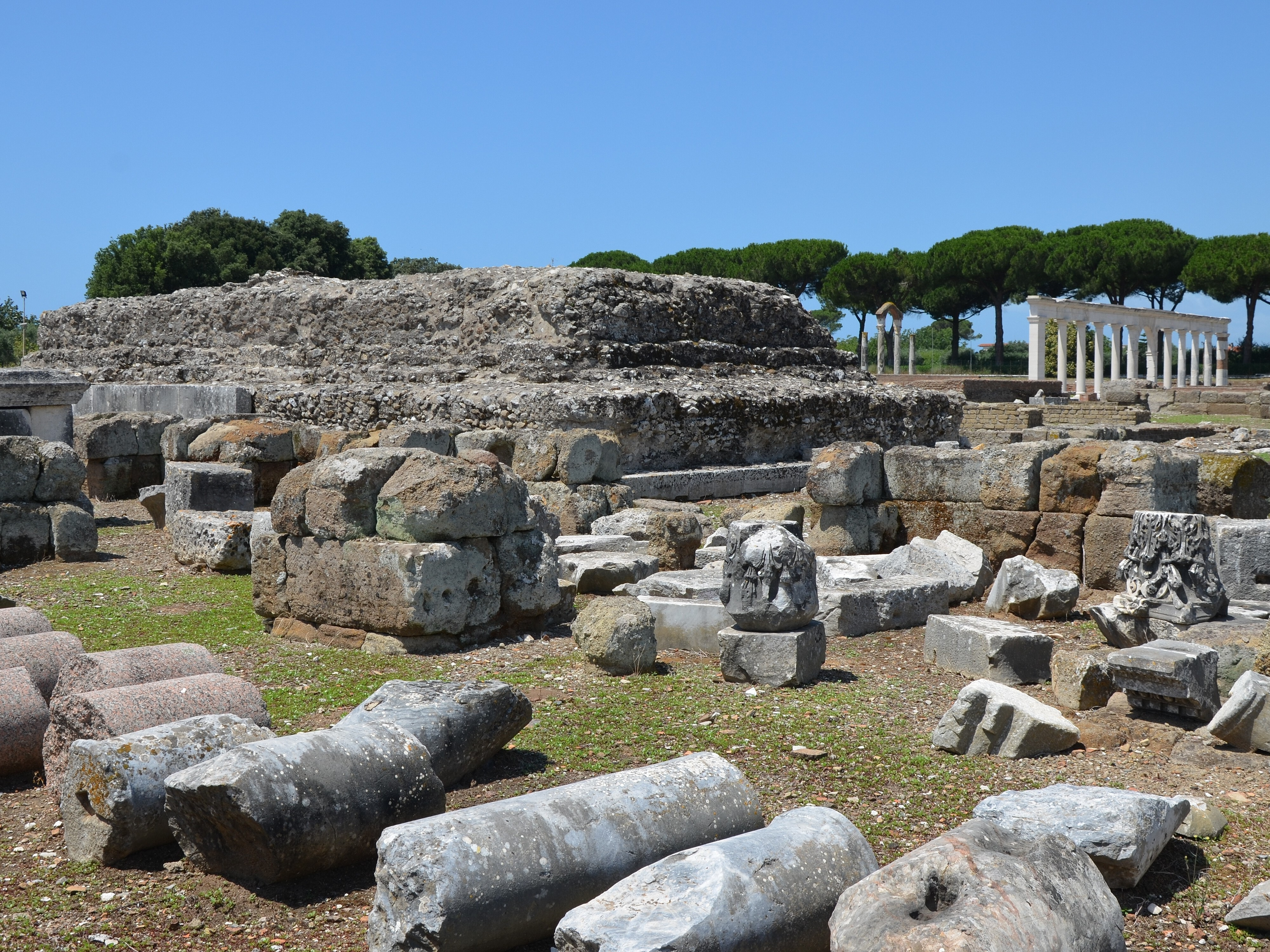
Tempel A auf dem republikanischen Forum
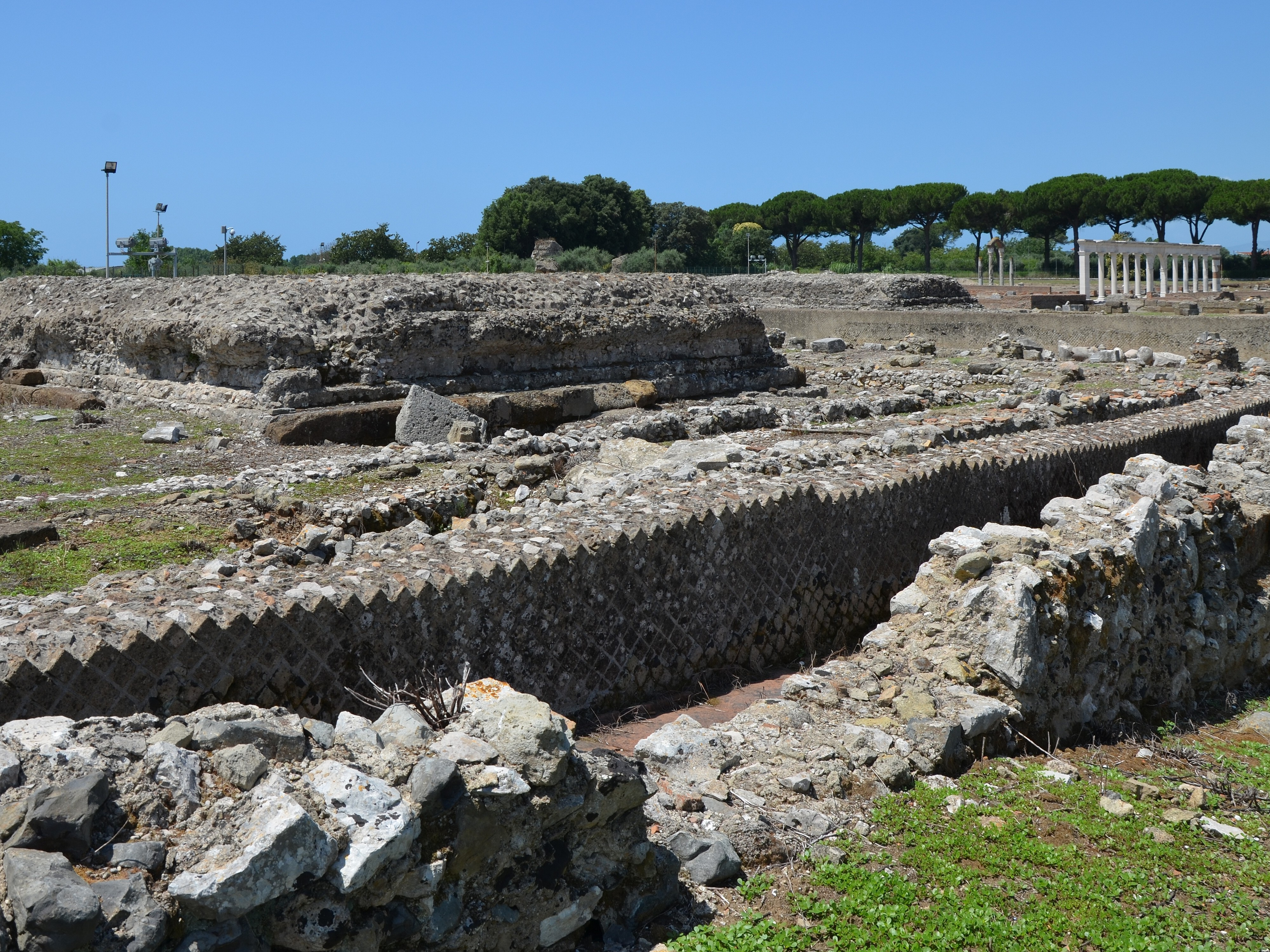
Tempel B mit Opus reticulatum im Vordergrund
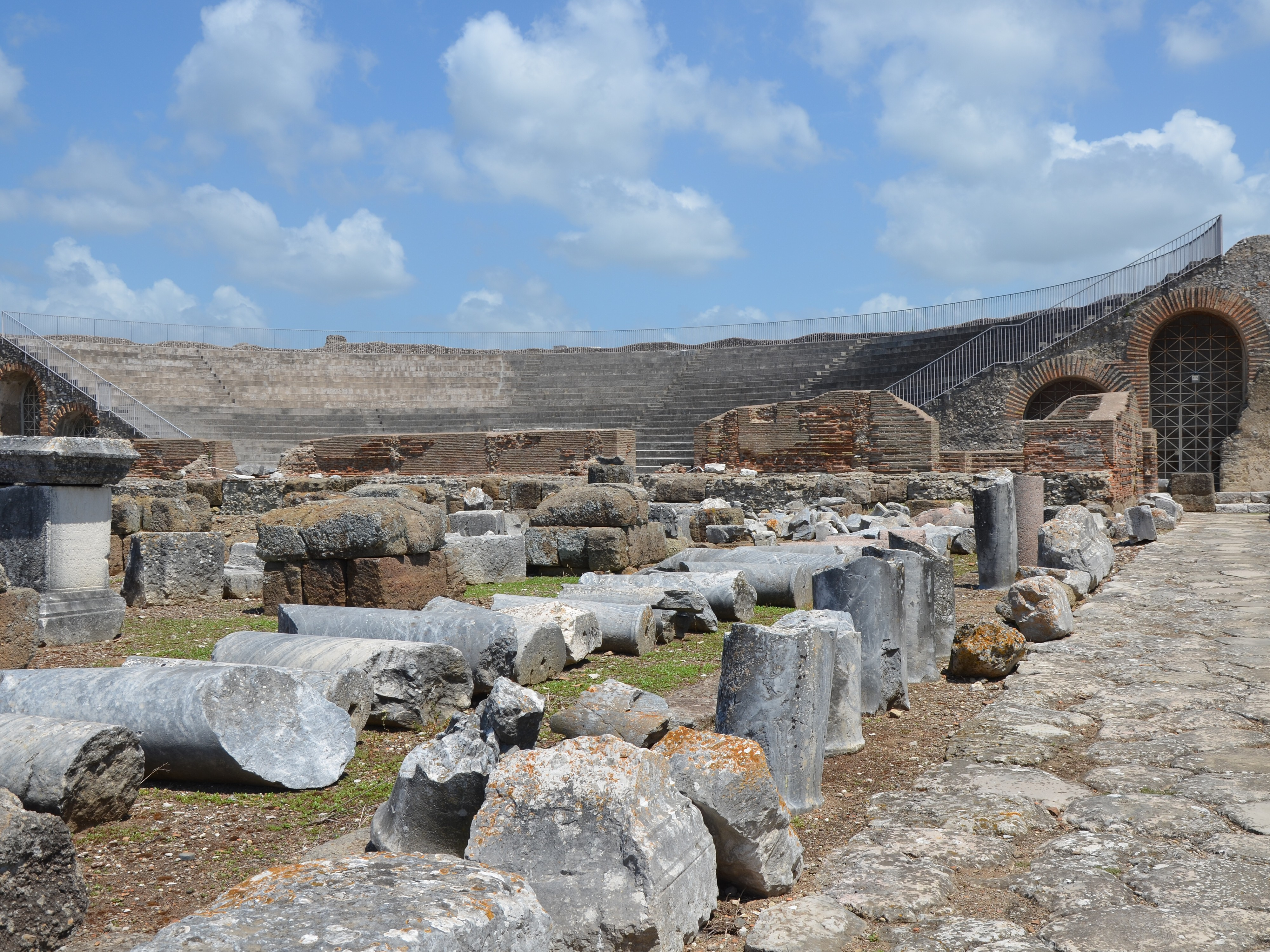
Theater mit Zugang zum Zuschauerraum
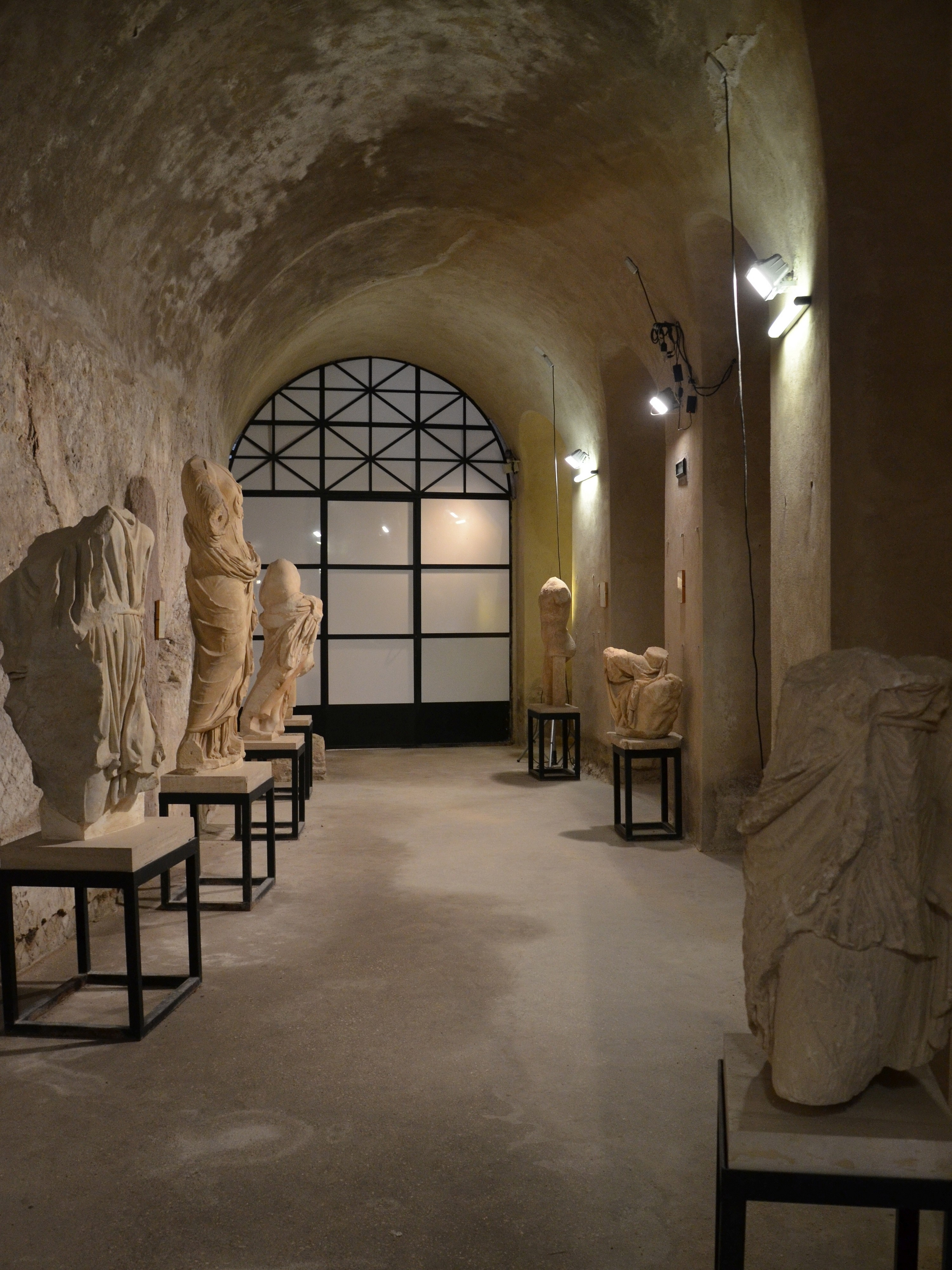
Antiquarium unter den Tribünen des Theaters
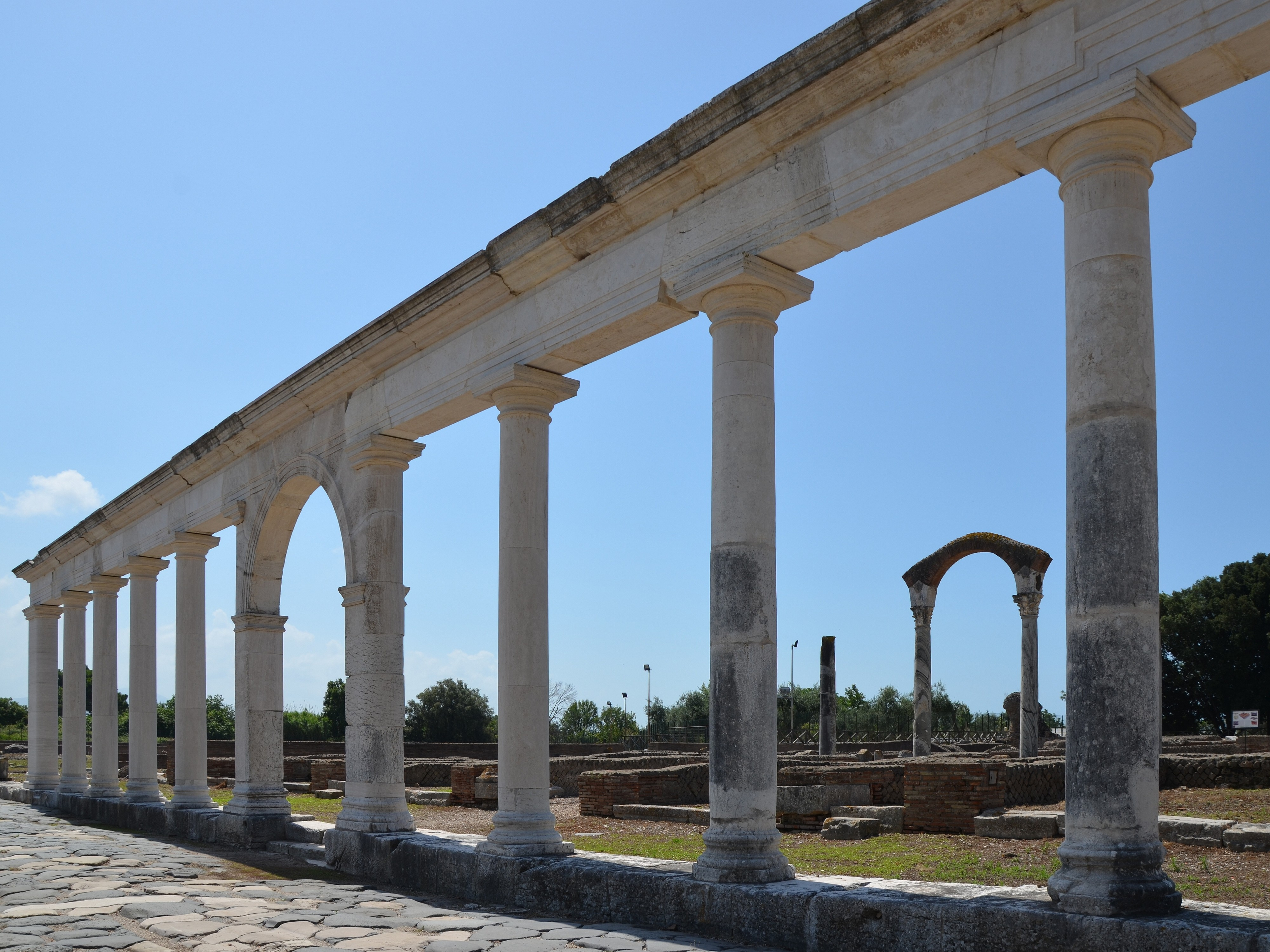
Kolonnaden mit Zugang zum Macellum
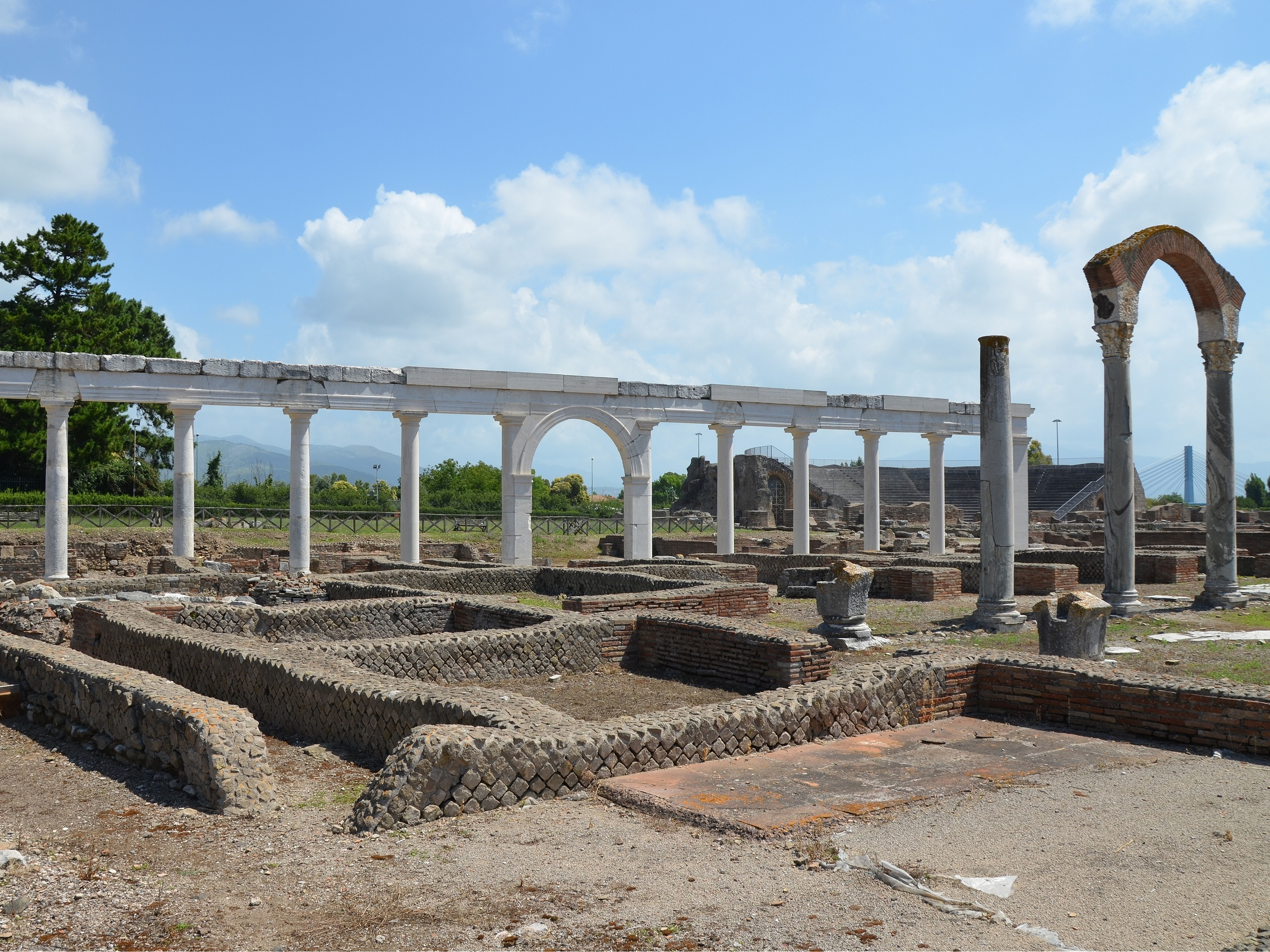
Macellum mit Kolonnaden
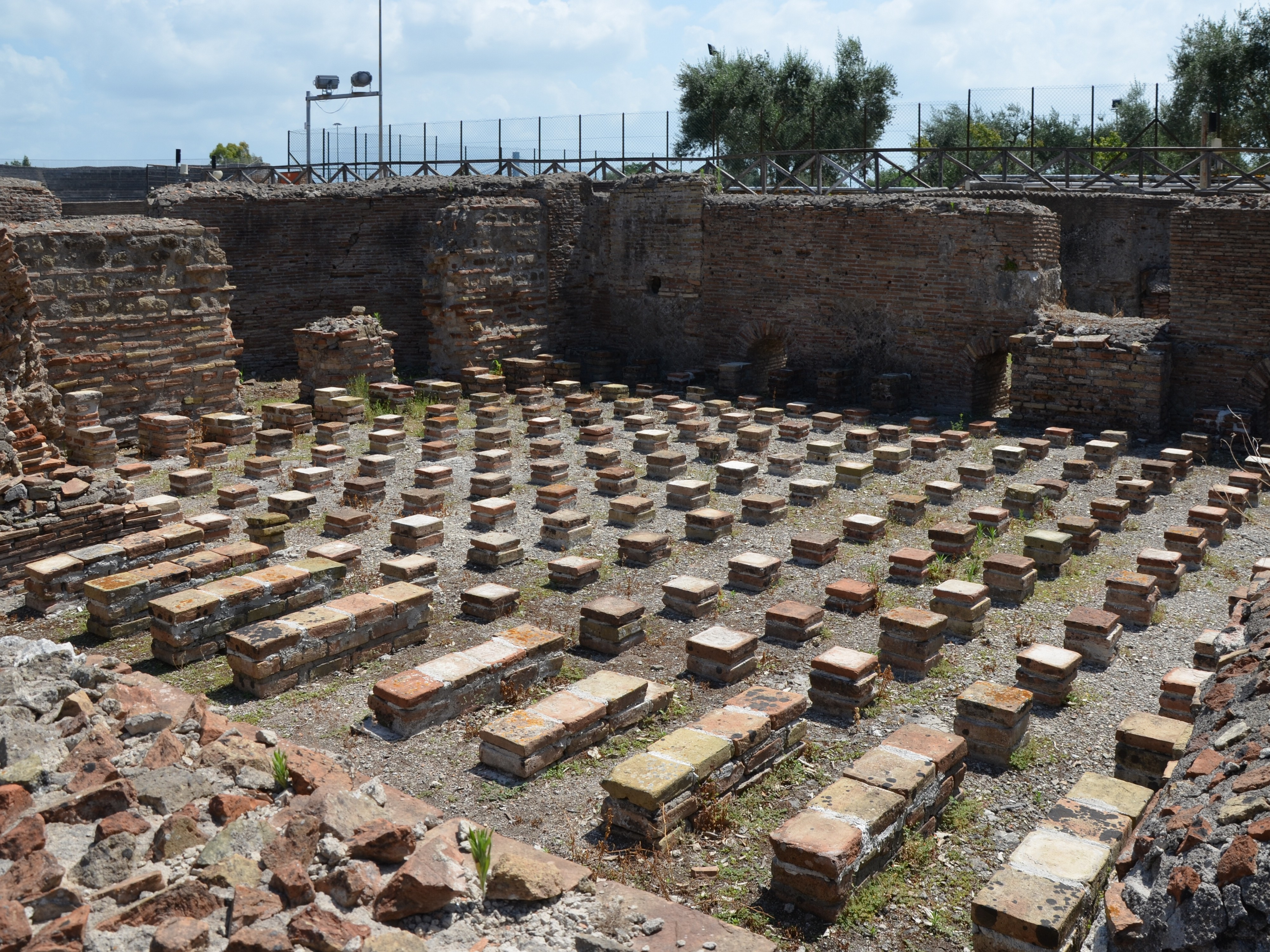
Hypokaustum im Tepidarium der Thermen
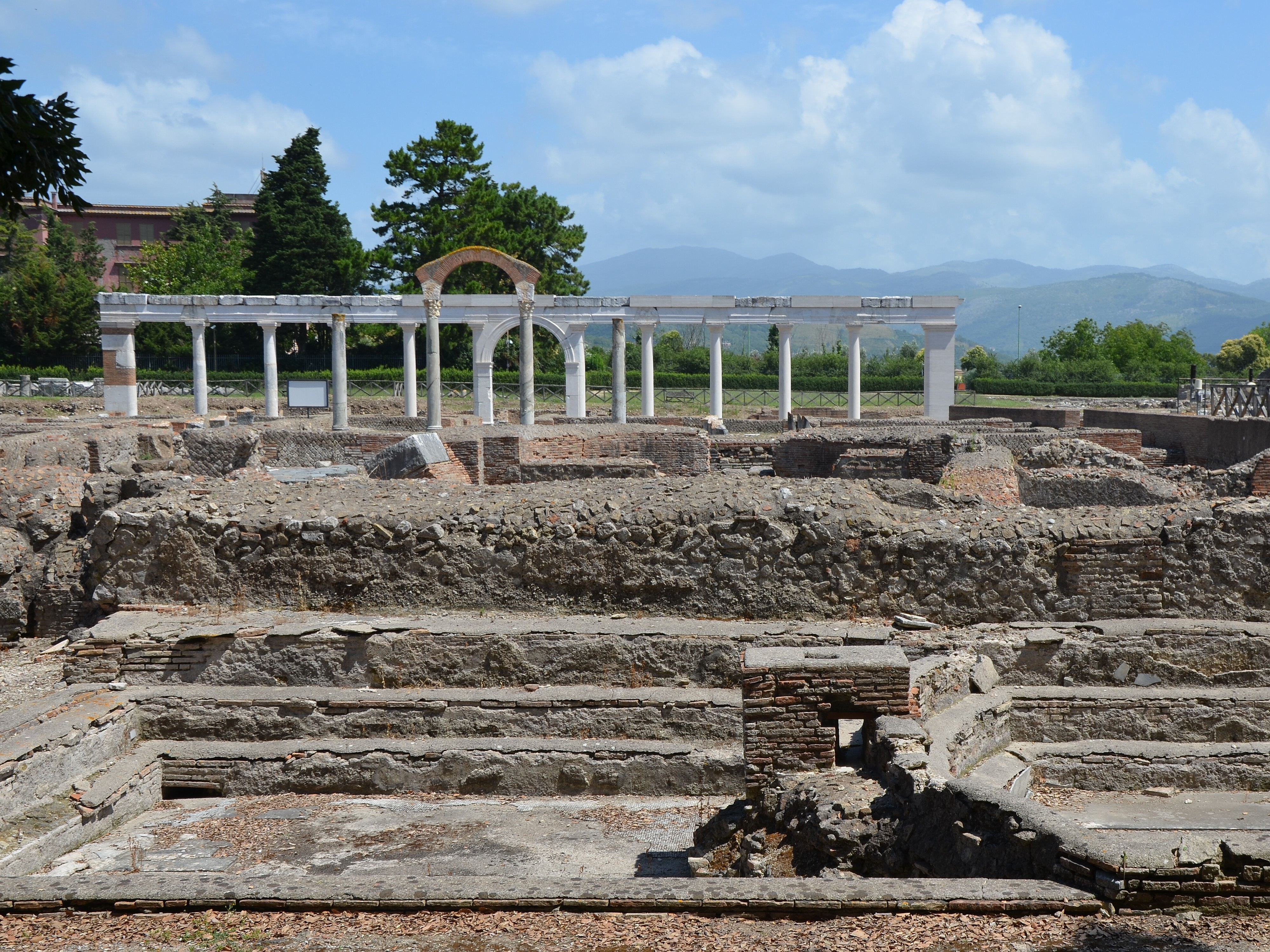
Natatio der Thermen mit Stufen
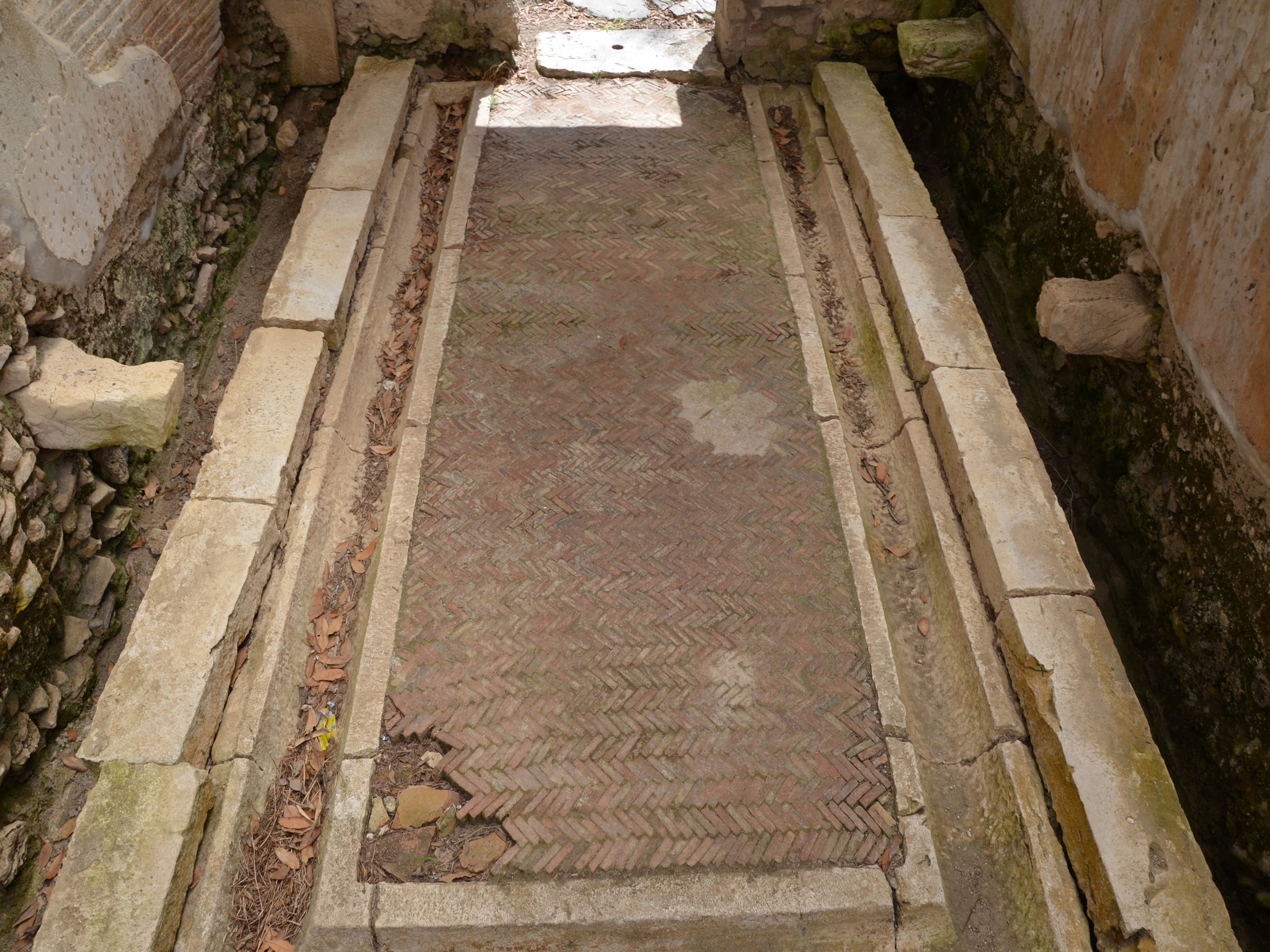
Öffentliche Latrinen
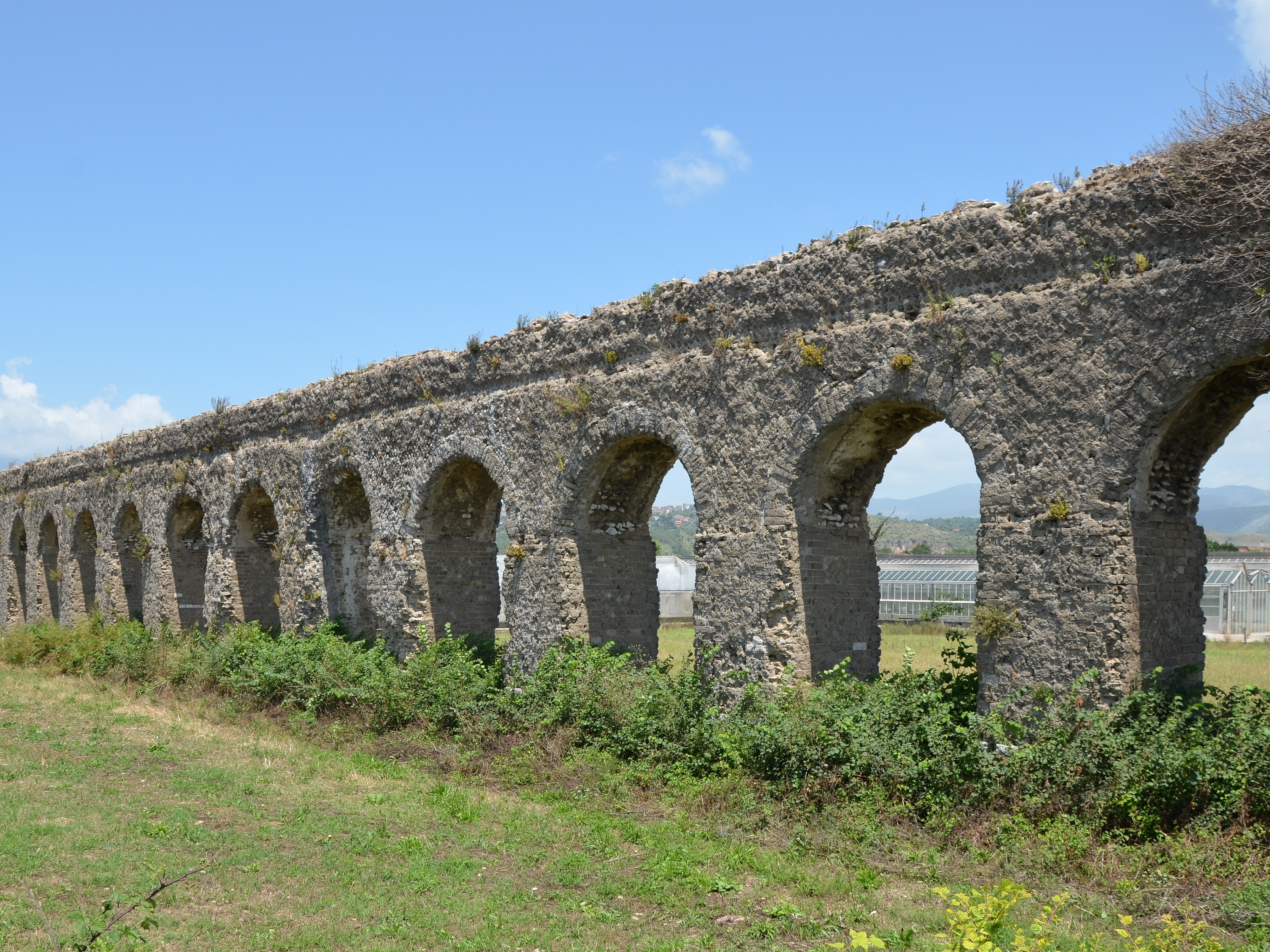
Aquädukt für die Wasserversorgung